# Nordische Skiweltmeisterschaften 1926
Die 3. Nordischen Skiweltmeisterschaften wurden vom 4. bis 7. Februar 1926 in Lahti in Finnland ausgetragen.

## Geschichte
Verbunden mit dem IX. Kongress des Internationalen Skiverbandes, der vom 3. bis 6. Februar 1926 andauerte, wurden große internationale Skikonkurrenzen ausgetragen. Die Wettbewerbe wurden von der FIS als Rendezvous-Rennen bezeichnet und erhielten erst nachträglich den Status von Weltmeisterschaften. Zumeist wurde in den zeitgenössischen deutschsprachigen Medien von „Kongress-Spielen“ oder fälschlicherweise auch von „Nordischen Spielen“ gesprochen.
In den skandinavischen Ländern wurden die FIS-Rennen von 1926 lange Zeit als die ersten offiziellen FIS-Rennen überhaupt betrachtet, da man sowohl in Norwegen, Finnland als auch Schweden die 1925 in der Tschechoslowakei ausgetragenen FIS-Rennen nicht anerkannte. Finnland und Schweden hatten dazu erst gar keine Mannschaften entsendet, von norwegischer Seite nahmen in Johannisbad nur zwei Skiläufer teil die damals auch in Mitteleuropa wohnhaft waren.
Die FIS-Rennen bzw. „Kongress-Spiele“ wurden im Rahmen der bereits seit 1923 ausgetragenen Skispiele von Lahti durchgeführt und brachten es durch die Internationalität mit sich, dass erstmals an diesen Skispielen auch Ausländer teilnehmen durften. Die Wettbewerbe wurden im 1923 eigens für die Skispiele errichteten Skisportzentrum am Salpausselkä-Höhenzug ausgetragen, das für die Kongressspiele nochmals erweitert wurde. Kritik an der nach Vorbild des Skizentrums am Holmenkollen in Oslo errichteten Anlage kam vor allem von norwegischer Seite, weil für die Anlage des finnischen Skizentrums im Gegensatz zu Norwegen, wo für die Errichtung von Skipisten vor allem am Holmenkollen und in Nordmarken kein Baum gefällt werden durfte, in Lahti die Wege radikal und ohne Rücksicht auf den vorhandenen Baumbestand und die natürlichen Gegebenheiten der Natur verbreitert und künstliche Hügel aufgeschüttet wurden.
Während der Skiwettbewerbe herrschten sehr gute Schnee- und Wetterverhältnisse. Die Temperaturen lagen allerdings bei etwa −20° bis −30° C, beim Kombinationsskilanglauf am 5. Februar soll es an den kältesten Stellen der Piste sogar bis zu −42 °C gehabt haben. Diese tiefe Temperaturen führten dazu, dass finnische Läufer teilweise mit Gipsmasken antraten, während norwegische Sportler versuchten, sich mit Vaseline vor der Kälte zu schützen, und einzelne tschechoslowakische Sportler gekleidet waren wie auf einer Nordpolexpedition. Trotz aller Vorsichtsmaßnahmen erlitten manche Sportler teils schwerwiegende Erfrierungen, und es kam auch zu einem Todesfall.
Der in der damals jüngsten finnischen Stadt abgehaltene Kongress stellte ein nationales Ereignis dar. Vor allem die mit ihm verbundenen Skiläufe wurden von der als sehr gastfreudig beschriebenen Bevölkerung begeistert aufgenommen. Besondere Beachtung fanden die gut funktionierende Organisation bei allen ausgetragenen Wettbewerben und das bei einer Teilnehmerzahl von, mit eingerechnet die nationalen finnischen Bewerbe für Soldaten, Junioren, Senioren und Frauen, bis zu 600 Skisportlern. Alle Ereignisse und Ergebnisse wurden ständig im ganzen Land via Radio bekanntgegeben.
In weiterer Folge wurde Lahti bis heute bereits sieben Mal die Austragung Nordischer Skiweltmeisterschaften zugesprochen und zwar nach 1926 noch 1938, 1958, 1978, 1989, 2001 und 2017.

## IX. Kongress des Internationalen Skiverbandes
Der IX. Kongress der FIS wurde vom 3. bis 6. Februar 1926 im Stadthaus in Lahti abgehalten. Vertreten waren die Skiverbände von Deutschland (Peter Frey), Schweden, Norwegen, Österreich, Italien, Finnland, Schweiz, Frankreich, Tschechoslowakei, Rumänien, Polen und Japan.
Zu Beginn wurde auf Antrag Finnlands beschlossen die deutsche Sprache als Protokollsprache anzunehmen.
Während der über drei Tage anberaumten Sitzungen wurden einige wichtige Beschlüsse gefasst:
- Gegen die Stimmen der skandinavischen Staaten Norwegen, Finnland und Schweden wurde der Beschluss gefasst, sich an den Olympischen Spielen mit den Wettbewerben Dauerlauf, Langlauf, Nordische Kombination und Sprunglauf zu beteiligen.
- Als Ort des nächsten Kongresses 1928 wurde St. Moritz festgelegt.
- Dem Gesuch des Allgemeinen Österreichischen Skiverbandes (als bekennenden Gegner des Arierparagraphen) um direkte Aufnahme in den internationalen Skiverband wurde stattgegeben.

Zu heftigen Debatten kam es, als über den Antrag zur Einführung des Arierparagraphen im Internationalen Skiverband beraten werden sollte. Italien stellte den Gegenantrag und fand eine starke Majorität unter den Mitgliedsverbänden. Lediglich die Delegierten Österreichs, Deutschlands, Norwegens und Finnlands stimmten gegen die Ablehnung der Einführung. Der Kongress beschloss zudem den Österreichischen Skiverband, der den genannten Paragraphen bereits eingeführt hatte und offen seine völkische Ausrichtung vertrat, aufzufordern, diesen wieder aufzugeben. Der Delegierte des österreichischen Verbandes legte daraufhin die Vertretung seines Landes nieder und der Österreichische Skiverband trat in weiterer Folge aus der FIS aus.

## Wettbewerbe
Zur Austragung kamen die traditionellen Nordischen Skiwettbewerbe Dauerlauf über 50 km, Skispringen und die Nordische Kombination. Anstelle der Kurzstrecke über 18 km wurde ein Skilanglauf über 30 km durchgeführt. Bei den folgenden Weltmeisterschaften wurde jedoch wieder über eine Länge von 18 km gelaufen. Die Langlaufdistanz von 30 km wurde erst bei den Weltmeisterschaften 1954 wieder eingeführt.

## Weitere Wettbewerbe
Neben den internationalen Skiwettbewerben gab es noch eine Reihe nationaler Entscheidungen. Den Auftakt machte am Eröffnungstag ein Wettschießen der finnischen Armee auf Skiern über 20 km mit 252 Teilnehmern, am zweiten Tag wurde ein kombinierter Lauf über 8 km mit 150 Aktiven veranstaltet. Am 6. Februar starteten 10 finnische Bauernmädchen aus der Region zu einem über eine Seefläche angelegten 5-km-Kurs, den Siiri Leivonen für sich entscheiden konnte. Daneben gab es noch nationale Wettbewerbe für Junioren über 25 km und Seniorenwettläufe über 10 km. Im Flachlaufen der ältesten Altersklasse konnte der fast 60-Jährige finnische Altmeister Matti Koskenkorva den achten Rang belgen. Diese Wettbewerbe zählten nicht zu den Weltmeisterschaften.

## Programm
| Datum                  | Wettbewerb                 |
| ---------------------- | -------------------------- |
| Donnerstag, 4. Februar | Skilanglauf 30 km Männer   |
| Freitag, 5. Februar    | Kombinationslanglauf 15 km |
| Samstag, 6. Februar    | Kombinationssprunglauf K50 |
| Sonntag, 7. Februar    | Skilanglauf 50 km          |
| Sonntag, 7. Februar    | Spezialsprunglauf K50      |

Angeführt werden nur die internationalen Wettbewerbe, die später auch als Teil der Weltmeisterschaften anerkannt wurden.
Als Rahmenprogramm wurden vom Veranstalter noch mehrere Wettbewerbe auf nationaler Ebene zur Durchführung gebracht.

## Teilnehmer
| \| - Deutsches Reich - Finnland - Lettland \| - Norwegen - Schweden \| - Tschechoslowakei (SL RČS) - Tschechoslowakei (HDW) \| \| |                       |                                                      |  |
| - Deutsches Reich - Finnland - Lettland                                                                                           | - Norwegen - Schweden | - Tschechoslowakei (SL RČS) - Tschechoslowakei (HDW) |  |

An den Rendezvous-Rennen des Internationalen Skiverbandes von 1926 in Lahti nahmen Athleten von sieben Verbänden aus sechs Staaten teil. Die Anzahl der ausländischen Teilnehmer betrug dreißig, davon kam der Großteil aus den skandinavischen Ländern Norwegen und Schweden. Aus Mitteleuropa reisten nur vier Sportler aus Deutschland und der Tschechoslowakei an. Wintersportländer wie Polen, Österreich, Schweiz, Italien, sowie auch die Vertreter aus Großbritannien und Frankreich, blieben den Kongress-Spielen in Lahti fern.

## Medaillenspiegel
| Platz | Nation   | Gold | Silber | Bronze | Gesamt |
| ----- | -------- | ---- | ------ | ------ | ------ |
| 01    | Norwegen | 2    | 2      | 3      | 7      |
| 02    | Finnland | 2    | 2      | 1      | 5      |

| Platz | Sportler             | Gold | Silber | Bronze | Gesamt |
| ----- | -------------------- | ---- | ------ | ------ | ------ |
| 01    | Matti Raivio         | 2    | 0      | 0      | 2      |
| 02    | Jacob Tullin Thams   | 1    | 0      | 0      | 1      |
| 02    | Johan Grøttumsbråten | 1    | 0      | 0      | 1      |
| 04    | Tauno Lappalainen    | 1    | 0      | 0      | 1      |
| 05    | Otto Aasen           | 0    | 1      | 0      | 1      |
| 05    | Thorleif Haug        | 0    | 1      | 0      | 1      |
| 07    | Olav Kjelbotn        | 0    | 0      | 1      | 1      |
| 07    | Einar Landvik        | 0    | 0      | 1      | 1      |
| 07    | Georg Østerholt      | 0    | 0      | 1      | 1      |
| 07    | Veli Saarinen        | 0    | 0      | 1      | 1      |

## Skilanglauf
Detaillierte Ergebnisse

### 30 km
| Platz | Sportler           | Land     | Zeit        |
| ----- | ------------------ | -------- | ----------- |
| 1     | Matti Raivio       | Finnland | 2:20:55,0 h |
| 2     | Tauno Lappalainen  | Finnland | 2:27:13,0 h |
| 3     | Veli Saarinen      | Finnland | 2:27:34,0 h |
| 4     | Gustaf Jonsson     | Schweden | 2:28:27,0 h |
| 5     | Sven Åström        | Schweden | 2:31:27,0 h |
| 6     | Martti Lappalainen | Finnland | 2:34:54,0 h |
| 7     | Olav Kjelbotn      | Norwegen | 2:35:55,0 h |
| 8     | Juho Kurra         | Finnland | 2:36:51,0 h |
| 9     | Matti Ritola       | Finnland | 2:37:06,0 h |
| 10    | Ole Hegge          | Norwegen | 2:37:14,0 h |

Datum: Donnerstag, 4. Februar 1926
Teilnehmer: 28 genannt, 21 gestartet; 15 gewertet.
Strecke: Die Loipe führte nach norwegischem Vorbild angelegt durch ein lichtes Waldstück und hügeliges Gelände.
Der Finne Matti Raivio errang seinen ersten von zwei Weltmeisterschaftstitel. Der spätere Olympiasieger und dreifache Weltmeister Veli Saarinen holte sich mit dem dritten Platz seine erste Medaille. Die hoch eingeschätzten Norweger enttäuschten und kamen nur auf den siebten und zehnten Rang.
Die beiden Tschechoslowaken Josef Německý und der Deutschböhme Emmerich Rath waren noch von der Anreise gezeichnet und gaben wegen Übermüdung auf. An dem Rennen nahmen neben den beiden Mitteleuropäern und dem Letten Mottmiller nur drei Läufer teil, die nicht aus einem skandinavischen Land kamen.
Der Deutsche Skiverband hatte für Lahti nur in den Wettbewerben Sprunglauf und Nordische Kombination Teilnehmer benannt.

### 50 km
| Platz | Sportler          | Land     | Zeit        |
| ----- | ----------------- | -------- | ----------- |
| 1     | Matti Raivio      | Finnland | 4:18:18,0 h |
| 2     | Tauno Lappalainen | Finnland | 4:26:45,0 h |
| 3     | Olav Kjelbotn     | Norwegen | 4:26:47,0 h |
| 4     | Ole Hegge         | Norwegen | 4:27:50,0 h |
| 5     | Gustaf Jonsson    | Schweden | 4:29:55,0 h |
| 6     | Tapani Niku       | Finnland | 4:30:06,0 h |
| 7     | Erkki Kämäräinen  | Finnland | 4:30:54,0 h |
| 8     | Sven Åström       | Schweden | 4:39:50,0 h |
| 9     | Veli Saarinen     | Finnland | 4:44:14,0 h |
| 10    | Asser Autio       | Finnland | 4:45:15,0 h |

Datum: Sonntag, 7. Februar 1926
 Teilnehmer: 31 genannt; 19 gestartet; 14 gewertet.
Der Dauerlauf fand bei günstigen Schneeverhältnissen und einer Temperatur von −25° C statt. Von den 31 gemeldeten Läufern starteten schließlich nur 19, von denen wiederum vier, darunter auch der einzige Mitteleuropäer, der Tschechoslowake Josef Německý, den Lauf nicht beendeten.
Der Sieg ging erneut an den Finnen Matti Raivio, der die Strecke in der ausgezeichneten Zeit von 4 Stunden und 18 Minuten hinter sich brachte. Das Duell um Platz zwei konnte sein Landsmann Lappalainen, der auch im 30-km-Lauf schon den 2. Rang innehatte, knapp für sich entscheiden. Mit dem dritten Platz eroberte Olav Kjelbotn den einzigen Podestplatz im Skilanglauf für Norwegen.

## Skispringen

### Sprunglauf K-40
Detaillierte Ergebnisse
| Platz | Sportler             | Land     | Weite 1 | Weite 2 | Note    |
| ----- | -------------------- | -------- | ------- | ------- | ------- |
| 1     | Jacob Tullin Thams   | Norwegen | 37,0 m  | 38,5 m  | 113,880 |
| 2     | Otto Aasen           | Norwegen | 37,5 m  | 37,0 m  | 113,135 |
| 3     | Georg Østerholt      | Norwegen | 34,5 m  | 35,0 m  | 108,385 |
| 4     | Johan Grøttumsbråten | Norwegen | 36,0 m  | 34,0 m  | 106,020 |
| 5     | Yrjö Kivivirta       | Finnland | 33,5 m  | 33,5 m  | 103,500 |
| 6     | Lars Høgvold         | Norwegen | 32,5 m  | 34,5 m  | 101,500 |
| 7     | Toivo Reingoldt      | Finnland | 33,0 m  | 34,0 m  | 101,270 |
| 8     | Sulo Jääskeläinen    | Finnland | 32,0 m  | 34,5 m  | 101,135 |
| 9     | Alfred Eklöf         | Schweden | 31,0 m  | 32,0 m  | 99,770  |
| 10    | Harald Holm          | Finnland | 32,0 m  | 32,5 m  | 99,635  |

Datum: Sonntag, 7. Februar 1926
Teilnehmer: 28 gestartet; 20 gewertet; (in zeitgenössischen Medien wird auch von 45 Teilnehmern berichtet).
Sprunganlage: Salpausselkä-Schanze
 Der Wettbewerb wurde auf der 1923 erbauten K-40 Anlage ausgetragen. Diese lag gegenüber der heutigen Zuschauertribüne und wurde „als gewaltige Anlage mit einem Turmanlauf nach dem Muster des Holmenkollbakken“ beschrieben. Großen Anklang fanden die Nebenanlagen wie Dampfbad, Wärmehaus, Klubzimmer und vor allem die großen Tribünen.
Im Wettbewerb selbst zeigten sich die Norweger überlegen. Jacob Tullin Thams, der zu dieser Zeit mit 69,5 Metern den Weltrekord hielt, wiederholte seinen Triumph von den Olympischen Spielen 1924 in Chamonix und krönte sich zum zweiten Mal zum Weltmeister im Skispringen. Für Otto Aasen und Georg Østerholt blieben der erreichte zweite bzw. dritte Platz die einzigen Medaillen bei internationalen Großereignissen. Als bester Finne platzierte sich Yrjö Kivivirta auf dem fünften Rang hinter dem vierten Norweger Johan Grøttumsbråten.
Beim Spezialsprunglauf waren mehr als 20.000 Zuschauer zugegen. Den weitesten Sprung des Tages zeigte Jacob Tullin Thams mit 38,5 Metern im zweiten Durchgang.
Als bester der drei mitteleuropäischen Vertreter setzte sich Gustl Müller mit zwei gleichmäßig und in schöner Haltung absolvierten aber zu kurz geratenen Sprüngen auf Rang 15.

## Nordische Kombination
Detaillierte Ergebnisse

### Einzel (Großschanze/15 km)
| Platz | Sportler             | Land     | Gesamtnote |
| ----- | -------------------- | -------- | ---------- |
| 1     | Johan Grøttumsbråten | Norwegen | 37,125     |
| 2     | Thorleif Haug        | Norwegen | 35,415     |
| 3     | Einar Landvik        | Norwegen | 33,127     |
| 4     | Otto Aasen           | Norwegen | 32,827     |
| 5     | Toivo Nykänen        | Finnland | 31,583     |
| 6     | Esko Järvinen        | Finnland | 31,519     |
| 7     | Verner Petersson     | Schweden | 28,813     |
| 8     | Uuno Suomalainen     | Finnland | 27,559     |
| 9     | Asbjørn Elgstøen     | Norwegen | 27,310     |
| 10    | Toivo Järvinen       | Finnland | 26,875     |

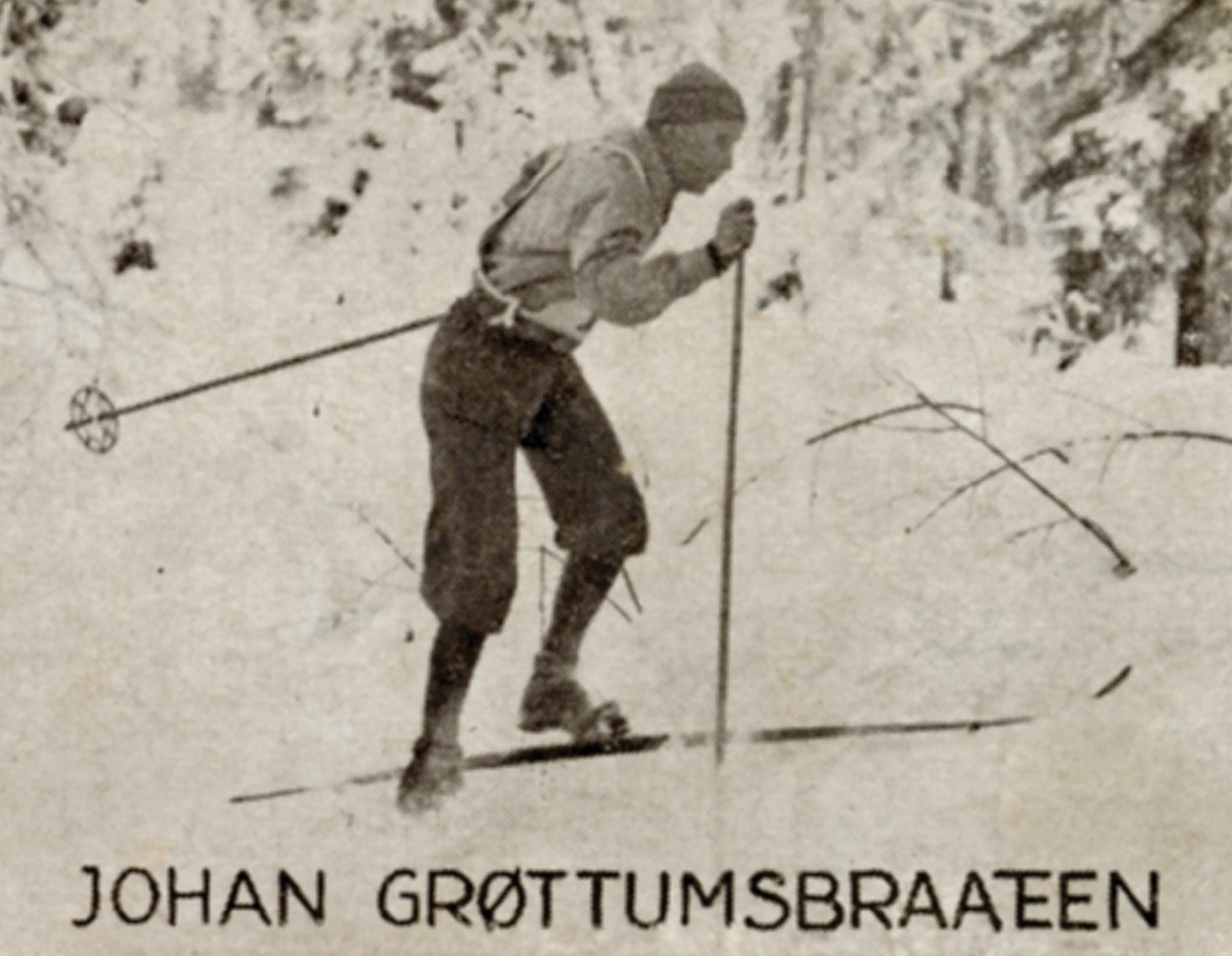
Weltmeister Johan Grøttumsbråten

Datum: Freitag, 5. Februar (Skilanglauf) und Samstag, 6. Februar 1926 (Sprunglauf)
Teilnehmer: 25 gestartet; 24 gewertet. (In den zeitgenössischen Medien wird auch von 29 bzw. 30 Startern berichtet).
Da die kürzeste Langlaufstrecke für die Spezialisten hier über dreißig Kilometer ausgetragen wurde und somit zu lang war für die Nordischen Kombinierer, blieb der Laufwettbewerb im Gegensatz zu den Olympischen Spielen 1924 und den Weltmeisterschaften 1925 alleine den Kombinierern vorbehalten. Den Sieg im Kombinationslanglauf über 15 km, der bei einer Kälte von −30 °C durchgeführt wurde, errang Johan Grøttumsbråten vor seinem Landsmann Thorleif Haug.
Gustl Müller aus Bayrischzell und Willy Dick aus dem böhmischen Teil des Erzgebirges kamen auf die Plätze 14 und 19. Der Prager Rath wurde Letzter. Aufgrund seines zu großen zeitlichen Rückstandes wurde er mit null Punkten gewertet.
Im Sprunglauf von der Salpausselkä-Schanze (K-40) setzte sich der Norweger Otto Aasen mit der Note 17,952 an die Spitze. In dieser Disziplin dominierten die Norweger und Schweden, der beste Finne kam erst an siebter Stelle. Den weitesten gestandenen Sprung des Wettbewerbes – es wurde zweimal gesprungen, der jeweils bessere Sprung kam in die Wertung – zeigte Jacob Tullin Thams mit 39,5 Metern.
Willy Dick erreichte mit einem gestandenen Sprung von 33 Meter den zehnten Platz, Gustl Müller verpasste eine bessere Endplatzierung mit einem Sturz im ersten und einem schlechten Sprung über dreißig Meter im zweiten Durchlauf.
Im Gesamtklassement überzeugten die Norweger mit den Plätzen eins bis vier. Weltmeister wurde Grøttumsbråten, der nach seinen bisherigen drei Medaillen – einmal Silber, zwei Mal Bronze bei den Olympischen Spielen in Chamonix – nun auch erstmals eine Goldmedaille gewann.